# Cultivar

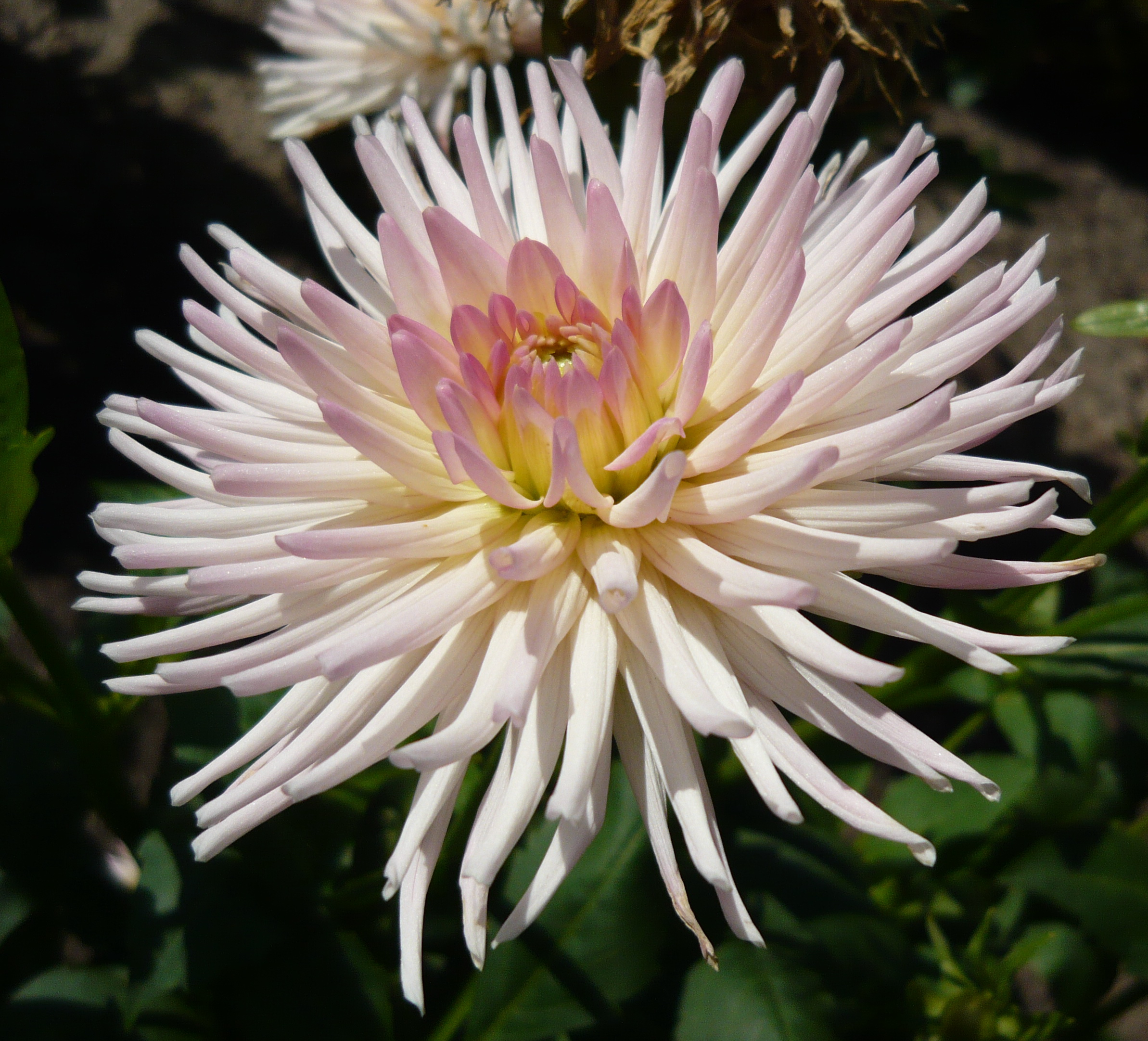
Dahlia ‘Star Elite’, eines von hunderten unterschiedlicher Kaktusdahlien-Cultivare

Ein Cultivar, auch Kultivar oder Kulturvarietät, ist eine Kulturpflanzengruppe, die sich von anderen, verwandten Gruppen anhand genetischer, morphologischer, physiologischer, zytologischer, chemischer oder anderer Merkmale unterscheidet. Das Wort Cultivar ist ein Kofferwort, zusammengesetzt aus cultivated (kultiviert) und variety (Varietät).
Cultivare sind keine Wildpflanzen, sondern in Gartenkultur entstandene oder selektierte Individuen, die merkmalsstabil und untereinander einheitlich sein müssen. Eine einzelne abweichende Pflanze ist also kein Cultivar. Erst wenn ein durch Züchtung, Kreuzung oder gezielte Auswahl gewonnener Genotyp geschlechtlich oder vegetativ identisch vervielfältigt wurde und alle Exemplare ihre typischen Merkmale beibehalten, handelt es sich um ein Cultivar.
Wegen seiner Praktikabilität und internationalen Verbreitung wird der Begriff Cultivar zumindest bei den Zierpflanzen immer häufiger alternativ zum Sortenbegriff gebraucht. Er ist außerdem als eine von zwei Rangstufen im Internationalen Code der Nomenklatur der Kulturpflanzen (ICNCP) definiert.

## Ursprung von Cultivaren

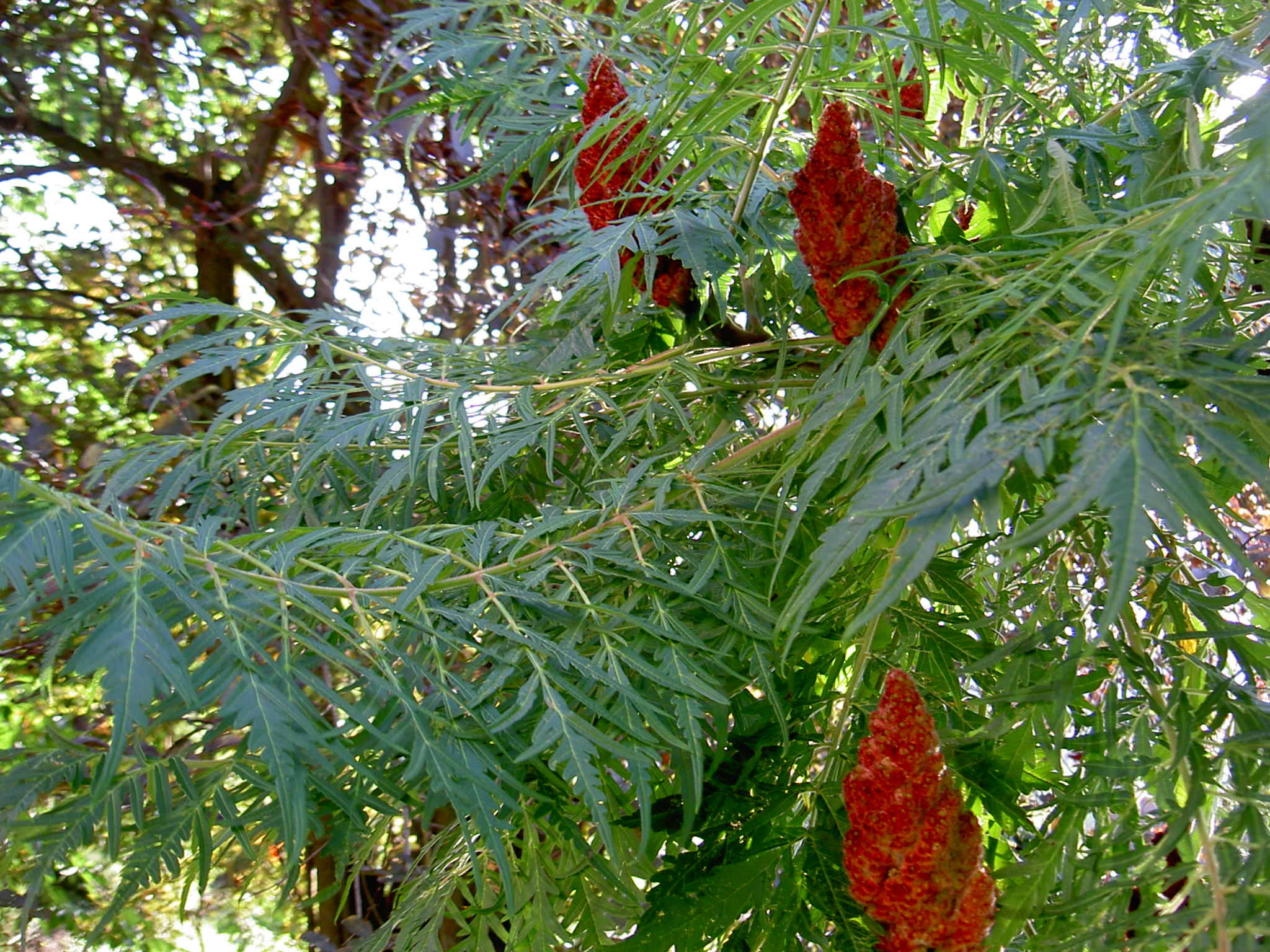
Rhus hirta ‘Dissecta’, ein Gehölz-Cultivar mit geschlitzten Blattfiedern

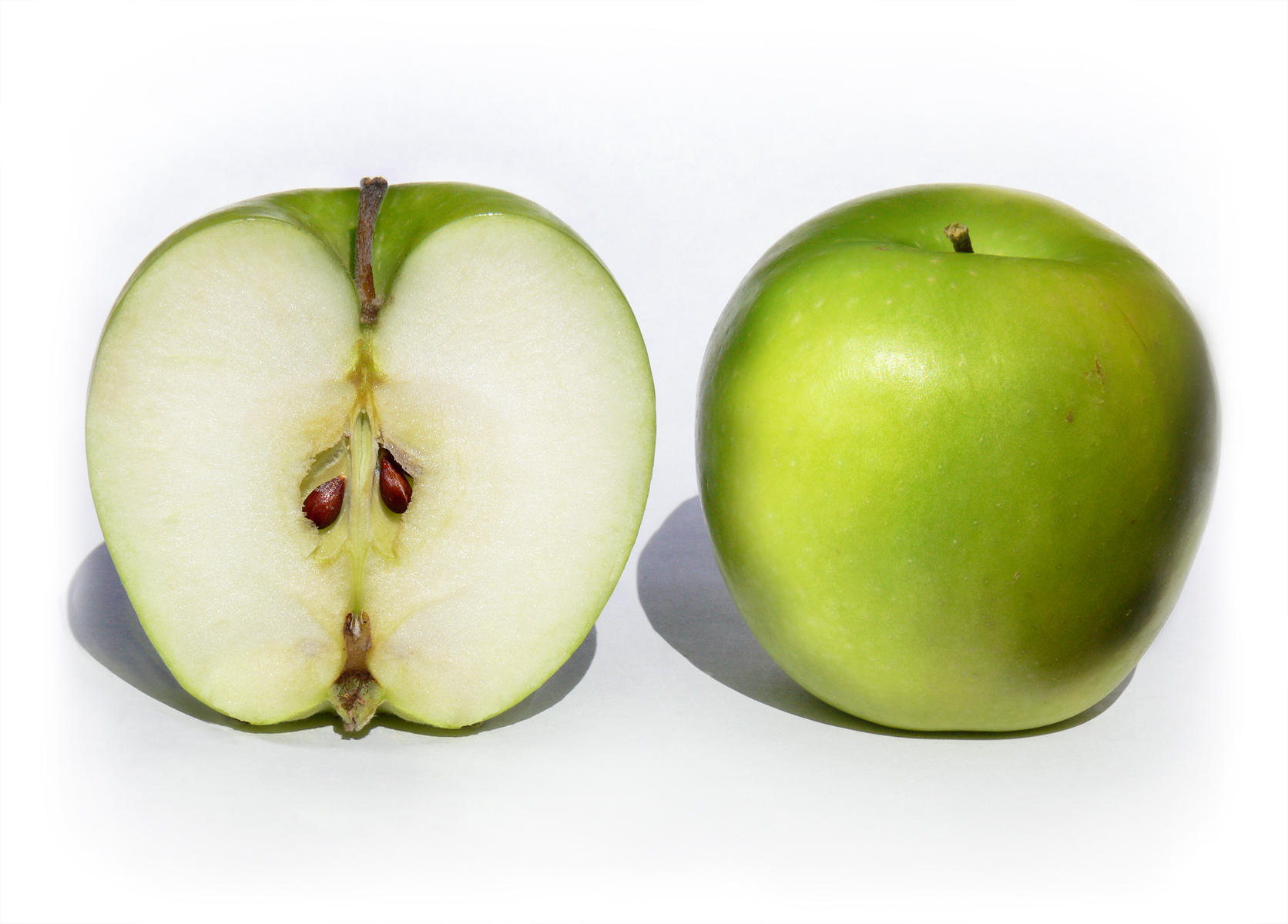
Das Cultivar Malus ‘Granny Smith’ begann seine Karriere als Zufallssämling

Cultivare können unterschiedlichen Ursprungs sein:
- aus Wildpopulationen ausgelesene und dann identisch vermehrte Mutanten, etwa schlitzblättrige Biotypen
Beispiel: Rhus hirta ‘Dissecta’
- in Kultur durch gezielte Zuchtwahl entstandene Sorten
Beispiel: Papaver orientale ‘Sturmfackel’
- identisch vermehrte Zufallssämlinge aus bekannten oder unbekannten Elternpflanzen
Beispiel: Malus ‘Granny Smith’ (vermutete Eltern: Malus sylvestris und Malus domestica)
- künstlich erzeugte Hybriden von zwei oder mehreren Arten einer Gattung
Beispiel: Magnolia × soulangeana ‘Picture’, Hybride aus Magnolia denudata und M. liliiflora
- künstlich erzeugte Hybriden aus Vertretern zweier unterschiedlicher Gattungen (Gattungsbastarde)
Beispiel: × Mahoberberis aquisargentii aus Mahonia aquifolium und Berberis sargentiana
- Chimären, insbesondere Pfropfchimären, d. h. Pflanzen, in denen die Gewebe von unterschiedlichen Genotypen nebeneinander vorkommen
Beispiel: +Laburnocytisus adamii

Für die Anerkennung neuer Cultivare ist entscheidend, dass es möglich sein muss, sie geschlechtlich oder vegetativ zu vermehren. Oft bilden Cultivare aber keine keimfähigen Samen aus, da die Elternpflanzen genetisch zu weit voneinander entfernt sind. Spontan entstandene Cultivare lassen sich deshalb meist nur auf vegetative Art (Klonen), z. B. durch Stecklinge, Steckholz oder Veredlung vermehren.

## Taxonomie
Die Kategorien Cultivar, Cultivar-Gruppe (engl. cultivar group) und Grex (siehe unten) sind die einzigen Rangstufen, deren Benutzung durch den ICNCP geregelt wird.

### Verhältnis zum Sortenbegriff
Als taxonomische Einheit von Kulturpflanzen ist der Cultivar-Begriff weitgehend unabhängig von den taxonomischen Rangstufen des ICBN; Cultivare können also meist nicht mit Unterarten, Varietäten oder Formen gleichgesetzt werden.
Die in der Pflanzenzucht verbreiteten Begriffe „Sorte“ oder auch „Form“ entsprechen in der Regel Cultivaren. Allerdings sind die Namen von Sorten nach dem Sortenschutz eventuell in ihrer Verwendung rechtlich geschützt. Da der Name von Cultivaren für die entsprechenden Taxa von jedermann frei verwendbar sein muss, gibt es hier in vielen Fällen zwei, einander entsprechende, Namen. Außerdem ist zu beachten, dass nur „samenfeste“ Pflanzensorten, die aus dem Pflanzgut auch weitervermehrbar sind, Cultivaren entsprechen. Die heute ökonomisch sehr bedeutsamen Hybridsorten gehören also nicht dazu.
Vegetativ vermehrte Cultivare werden häufig auch als Klonsorten bezeichnet, da ihre Vermehrung durch Verklonung erfolgt.

### Schreibweise
Bis in die jüngste Zeit wurde zur Kennzeichnung von Cultivaren die Abkürzung „cv.“ verwendet. Nach den Nomenklatur-Regeln des ICNCP gilt diese Schreibweise nicht mehr als korrekt. Stattdessen müssen Cultivarnamen in einfache obere Anführungszeichen hinter den wissenschaftlichen Namen der Art oder Gattung geschrieben werden, zu der sie gehören. Beispiel: Helenium ‘Moerheim Beauty’.
Anstelle von Cultivar-Gruppen wurde bis in jüngste Zeit der auf den russischen Botaniker Igor Sergejewitsch Grebenschtschikow zurückgehende Begriff Convarietät verwendet (lateinisch convarietas, abgekürzt convar.). Dieser Begriff ist für Cultivar-Gruppen in zahlreichen Veröffentlichungen zu finden, er wird teilweise bis heute weiter verwendet. Zum Beispiel wird der Kopfkohl, der alle Kohlsorten mit Köpfen wie Weißkohl, Rotkohl, Blumenkohl etc. umfasst, Brassica oleracea convar. capitata genannt.

### Grex
Ausschließlich für durch Züchter künstlich erzeugte Hybriden zwischen Orchideen ist im Artikel 4 des ICNCP als weitere Stufe Grex definiert worden. Ein Grex wird ausschließlich durch die Angabe seiner Eltern definiert, die entweder Orchideenarten oder auch andere Grexe sein können.